# Ferronha
Ferronha é um apelido de família da onomástica da língua portuguesa com raiz toponímica, tendo origem na povoação homónima da freguesia de Penedono em Portugal.

## Origem
A primeira referência conhecida ao apelido Ferronha data de 1836 e consta num registo de baptismo encontrado no Arquivo Distrital da Guarda, onde se pode ler: Nodia doze domes de Junho de mil oitocentos  e trinta e seis nasceu, e nodia desoito do referido mês e anno baptisei solenemente Maria filha legitima de Veríssimo José e de Maria Ferronha, esta natural desta Freguesia aquele da de Numão. Neta paterna (...) e Materna de Chatarina Soalheira e de M.el Ferronha ambos desta freguesia. A freguesia a que se refere este registo de baptismo é a freguesia de Seixas do Douro. Registos mais recentes do Arquivo Distrital da Guarda e  do Arquivo Diocesano de Lamego continuam a indicar esta aldeia como local de nascimento para os Ferronha. Em 1911, após a Proclamação da República Portuguesa, Frederico António Ferronha assume o cargo de 1º Presidente da Junta de Freguesia de Seixas do Douro. Faleceu em 1926 e era filho de Manuel Ferronha.
No concelho e freguesia de Penedono existe uma pequena povoação que tem o nome Ferronha. A raiz toponímica do apelido está nesta povoação. No caso de haver duas pessoas com o mesmo nome numa comunidade, à recém baptizada era frequentemente acrescentado o nome da sua terra de origem como sobrenome. Assim terá surgido o primeiro Ferronha. Até 1911, altura da criação do Registo Civil, a adopção dos sobrenomes era liberal.

## Significados
No dialecto de Rio de Onor a palavra ferronha refere-se a uma pedra de cor branca, cujo pó era usado para tratar a mordedela de víbora.
Nos dialectos baixo-minhotos-durienses-beirões a palavra ferronha é usada como adjectivo para qualificar algo duro ou difícil de partir. É frequentemente usada em relação às amêndoas ou nozes, quando a casca resiste e é difícil de partir, diz-se: -esta amêndoa é ferronha. Neste contexto a palavra pode adquirir género, como consta no Dicionário Houlaiss da Língua Portuguesa: ferronho – que tem a casca dura (diz-se do fruto como a noz) .
A palavra ferronha consta na Grande Enciclopédia Portuguesa e Brasileira e em vários dicionários da língua portuguesa. Esta palavra não existe no Dicionário da Academia das Ciências de Lisboa.

## Ligações úteis
- Povoação da Ferronha
- Seixas do Douro